# 올슈틴군

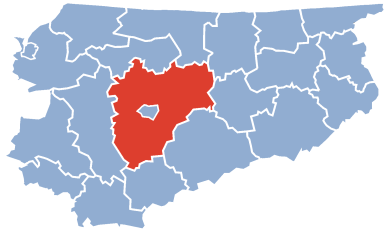
바르미아마주리주 지도에 표시된 올슈틴군의 위치

올슈틴군(폴란드어: powiat olsztyński)은 폴란드 바르미아마주리주에 위치한 군으로 면적은 2,840.29km2, 인구는 113,529명(2006년 기준), 인구 밀도는 40명/km2이다. 군청 소재지는 올슈틴이지만 올슈틴군에 속하지 않고 별도의 도시군으로 존재한다.
북쪽으로는 리즈바르크군, 바르토시체군, 동쪽으로는 켕트신군, 므롱고보군, 남동쪽으로는 슈치트노군, 남쪽으로는 니지차군, 서쪽으로는 오스트루다군과 접한다. 12개 지방 자치체(5개 도시형 농촌, 7개 농촌)를 관할한다.

군 문장